# Ertapenem
Ertapenem là một loại kháng sinh carbapenem được Merck bán trên thị trường với tên Invanz.